# Macromia celebica
Macromia celebica – gatunek ważki z rodziny Macromiidae. Znany tylko z okazów typowych (trzech samców) odłowionych w 1993 roku w Palopo na Celebesie, na wysokości 600–1000 m n.p.m. Samica nieznana.